# Куба на летних Олимпийских играх 1976
Куба принимала участие в Летних Олимпийских играх 1976 года в Монреале (Канада) в двенадцатый раз за свою историю, и завоевала три бронзовые, четыре серебряных и шесть золотых медали. Сборная страны состояла из 160 спортсменов (136 мужчин, 24 женщины).

## Медалисты
| Медаль  | Спортсмен | Вид спорта      | Дисциплина                 |
| ------- | --- | --------------- | -------------------------- |
| Золото  | Альберто Хуанторена | Лёгкая атлетика | Мужчины, 400 м             |
| Золото  | Альберто Хуанторена | Лёгкая атлетика | Мужчины, 800 м             |
| Золото  | Хорхе Эрнандес | Бокс            | Мужчины, до 48 кг          |
| Золото  | Анхель Эррера | Бокс            | Мужчины, до 57 кг          |
| Золото  | Теофило Стивенсон | Бокс            | Мужчины, свыше 81 кг       |
| Золото  | Эктор Родригес | Дзюдо           | Мужчины, до 63 кг          |
| Серебро | Алехандро Касаньяс | Лёгкая атлетика | Мужчины, 110 м с барьерами |
| Серебро | Рамон Дувалон | Бокс            | Мужчины, до 51 кг          |
| Серебро | Андрес Альдама | Бокс            | Мужчины, до 63,5 кг        |
| Серебро | Сиксто Сория | Бокс            | Мужчины, до 81 кг          |
| Бронза  | Роландо Гарбей | Бокс            | Мужчины, до 71 кг          |
| Бронза  | Луис Мартинес | Бокс            | Мужчины, до 75 кг          |
| Бронза  | Рауль Вильчес Виктор Гарсия Диего Лапера Леонель Маршалл Эрнесто Мартинес Лоренсо Мартинес Хорхе Перес Венто Антонио Родригес Хесус Савинье Карлос Салас Викториано Сармьентос Альфредо Фигередо | Волейбол        | Мужчины                    |

## Результаты соревнований

### Бокс
Мужчины
| Соревнование         | Спортсмены         | 1-й раунд                          | 2-й раунд                      | 3-й раунд                     | Четвертьфинал                  | Полуфинал                      | Финал                           | Место |
| Соревнование         | Спортсмены         | Соперник Результат                 | Соперник Результат             | Соперник Результат            | Соперник Результат             | Соперник Результат             |                                 | Место |
| -------------------- | ------------------ | ---------------------------------- | ------------------------------ | ----------------------------- | ------------------------------ | ------------------------------ | ------------------------------- | ----- |
| до 48 кг             | Хорхе Эрнандес     | Бейхан Фучеджиев (BUL) В RSC-3     | Зоффа Зарави (PNG) В KO-3      |                               | Пак Чхан Хи (KOR) В 3-2        | Орландо Мальдонадо (PUR) В 5-0 | Ли Бён Ук (PRK) В 4-1           | 1     |
| до 51 кг             |                    |                                    |                                |                               |                                |                                |                                 |       |
| Рамон Дувалон        |                    | Сули Ханкараду (NIG) В RET         | Тосинори Кога (JPN) В 5-0      | Йэн Клайд (CAN) В 5-0         | Давид Торосян (URS) В DSQ-3    | Лео Рендольф (USA) П 2-3       | 2                               |       |
| до 54 кг             |                    |                                    |                                |                               |                                |                                |                                 |       |
| Орландо Мартинес     |                    | Ховито Ренгифо (VEN) В 5-0         | Чхуль Сон Хван (KOR) П 2-3     | Завершил выступление          | Завершил выступление           | Завершил выступление           |                                 |       |
| до 57 кг             | Анхель Эррера      |                                    | Рай Сик (IND) В KO-1           | Анхель Пачеко (VEN) В 5-0     | Дейв Армстронг (USA) В 3-2     | Хуан Паредес (MEX) В 5-0       | Рихард Новаковский (GDR) В KO-2 | 1     |
| до 60 кг             | Рейнальдо Вальенте |                                    | Антонио Рубио (ESP) В 5-0      | Аце Русевский (YUG) П 0-5     | Завершил выступление           | Завершил выступление           | Завершил выступление            |       |
| до 63,5 кг           | Андрес Альдама     |                                    | Сабахаттин Бюрчю (TUR) В RSC-2 | Хесус Санчес (DOM) В RSC-2    | Йожеф Надь (HUN) В             | Владимир Колев (BUL) В KO-1    | Рэй Леонард (USA) П 0-5         | 2     |
| до 67 кг             | Эмилио Корреа      |                                    | Пламен Янков (BUL) В RSC-2     | Педро Гамарро (VEN) П RSC-3   | Завершил выступление           | Завершил выступление           | Завершил выступление            |       |
| до 71 кг             |                    |                                    |                                |                               |                                |                                |                                 |       |
| Роландо Гарбей       |                    | Дашниан Олцвой (MGL) В KO-3        | Эрл Либурд (ISV) В RSC-2       | Калеви Косунен (FIN) В RSC-1  | Тадия Качар (YUG) П 1-4        | Завершил выступление           | 3                               |       |
| до 75 кг             |                    |                                    |                                |                               |                                |                                |                                 |       |
| Луис Фелипе Мартинес |                    | Фульхенсио Обельмехиас (VEN) В 5-0 | Бернд Виттенбург (GDR) В 3-2   | Драгомир Вуйкович (YUG) В 5-0 | Руфат Рискиев (URS) П 2-3      | Завершил выступление           | 3                               |       |
| до 81 кг             | Сиксто Сория       |                                    | Хосе Роса (PUR) В KO-2         |                               | Вольфганг Грубер (FRG) В RSC-2 | Костикэ Дафиною (ROM) В        | Леон Спинкс (USA) П RSC-3       | 2     |
| свыше 81 кг          | Теофило Стивенсон  |                                    | Мамаду Драме (SEN) В KO-2      |                               | Пекка Руокола (FIN) В KO-1     | Джон Тейт (USA) В KO-1         | Мирча Шимон (ROM) В             | 1     |

### Лёгкая атлетика
Женщины
Технические дисциплины
| Дисциплина    | Спортсмен      | Квалификация | Квалификация | Финал     | Финал |
| Дисциплина    | Спортсмен      | Результат    | Место        | Результат | Место |
| ------------- | -------------- | ------------ | ------------ | --------- | ----- |
| метание диска | Мария Бетанкур | 61,46        | 5 Q          | 63,86     | 7     |

## Фехтование
13 фехтовальщиков, 9 мужчин и 4 женщины.
мужская рапира
- Enrique Salvat
- Jorge Garbey
- Eduardo Jhons

мужская командная рапира
- Eduardo Jhons, Enrique Salvat, Jorge Garbey, Pedro Hernández

сабля
- Francisco de la Torre
- Manuel Ortíz
- Guzman Salazar

[[Фехтование на летних Олимпийских играх 1976 – мужская 	командная сабля|мужская командная сабля]]
- Manuel Ortíz, Francisco de la Torre, Guzman Salazar, Ramón Hernández, Lazaro Mora

женская рапира
- Margarita Rodríguez
- Milady Tack-Fang
- Нэнси Уранга Рамагоса

женская командная рапира
- Milady Tack-Fang, Marlene Font, Нэнси Уранга Рамагоса, Margarita Rodríguez